# Turkey Creek
Turkey Creek é uma vila localizada no estado americano de Luisiana, na Paróquia de Evangeline.

## Demografia
Segundo o censo americano de 2000, a sua população era de 356 habitantes.
Em 2006, foi estimada uma população de 363, um aumento de 7 (2.0%).

## Geografia
De acordo com o United States Census Bureau tem uma área de
6,4 km², dos quais 6,4 km² cobertos por terra e 0,0 km² cobertos por água.

## Localidades na vizinhança
O diagrama seguinte representa as localidades num raio de 24 km ao redor de Turkey Creek.